# Veränderliche Hummel
Die Veränderliche Hummel (Bombus humilis, Syn.: Megabombus humilis) ist eine verbreitete Art der Hummeln (Bombus). Der deutsche Name bezieht sich auf die zahlreichen Farbvarianten, wegen deren sie allerdings auch leicht verwechselt werden kann. Sie wird von der Feld-Kuckuckshummel (Bombus (Psithyrus) campestris) parasitiert.

## Merkmale
Die Körperlänge der Königin beträgt 16–18 mm, der Arbeiterin 9–15 mm und des Männchens 12–14 mm. Die Flügelspannweite des Weibchens beträgt 30–32 mm, die der Arbeiterin 20–28 mm und des Männchens 23–27 mm. Ihr Kopf ist lang. 
Thorax und Hinterleib können oberseits schwarz, bräunlich oder weißlich gefärbt sein und diese Färbungen kommen vielfach kombiniert vor. Daher ist es kaum möglich, typische Färbungen zu beschreiben. Sogar im selben Nest können verschiedene Farbvarianten nebeneinander auftreten.
Bräunliche Farbvarianten können insbesondere mit der Mooshummel (Bombus muscorum) und der Ackerhummel (Bombus pascuorum) verwechselt werden.
Eine sichere Unterscheidung ist letztlich nur durch mikroskopische Untersuchung präparierter Exemplare möglich.

## Vorkommen und Lebensraum
Das Vorkommen von Bombus humilis erstreckt sich auf die meisten Teile Europas westlich von Russland, mit Ausnahme von Irland und Island. Weiterhin kommt sie in der Türkei, Tibet und im nördlichen China vor.
Die Veränderliche Hummel lebt vorwiegend in offenen Landschaften außerhalb der Siedlungsbereiche, beispielsweise an Waldrändern und angrenzenden (Streuobst-)Wiesen, Böschungen und Wegrändern, aber auch in Gärten und Parkanlagen.
Die Art ist in Mitteleuropa weit verbreitet, aber nicht häufig und muss aufgrund regionaler Rückgangstendenzen als gefährdet eingestuft werden. Auf der bundesweiten Roten Liste gefährdeter Tierarten von 1998 wird Bombus humilis auf der Vorwarnliste geführt. Im Vereinigten Königreich zählt sie zu den seltensten Hummmelarten.

## Lebensweise
Die Art fliegt von April bis Oktober. Wie bei allen Hummeln fliegen zunächst nur die Königinnen, ab Mitte Mai erscheinen dann die Arbeiterinnen. Jungköniginnen und Drohnen fliegen ab Ende Juni.
Die Nester werden vorzugsweise oberirdisch in der Krautschicht unter Grasbüscheln und Moospolstern angelegt (Nestbauer), selten in Baumhöhlen oder Mäusenestern (dort Nestbezieher). Die Nestgröße beträgt 50 bis 120 Tiere.
Veränderliche Hummeln sind polylektisch, sammeln ihre Nahrung also an verschiedenen Pflanzenfamilien. Bekannte Trachtpflanzen sind Günsel, Taubnesseln, Schwarznesseln, Flockenblume, Herzgespann, Rot- u. Weißklee, Hornklee, Wicken, Zaun-Wicke, Disteln, Beinwell, Goldregen, Springkraut, Wildrosen, Kastanien, Obstbäume u. Beerensträucher, Luzerne, Fetthenne, Wiesensalbei, Wiesen-Knautie, Breitblättrige Platterbse und Wegwarte.
Sie ist eine langrüsselige Hummelart und gilt als Pocketmaker, das heißt, sie lagert den Pollen in eigens angelegten Taschen.

## Belege